# ایستوچاه
ایستوچاه روستایی در دهستان دوکوهه بخش سه قلعه شهرستان سرایان استان خراسان جنوبی ایران است. بر پایه سرشماری عمومی نفوس و مسکن در سال ۱۳۹۰ این روستا بدون جمعیت بوده است.